# Francalmont
Francalmont település Franciaországban, Haute-Saône megyében. Lakosainak száma 116 fő (2022. január 1.). Francalmont Saint-Loup-sur-Semouse, Abelcourt, Ainvelle, Briaucourt, Hautevelle, Ormoiche és Sainte-Marie-en-Chaux községekkel határos.

## Népesség
A település népességének változása:
| Lakosok száma | 117  | 118  | 125  | 120  | 120  | 119  | 118  | 117  | 116  |
|               | 2013 | 2015 | 2016 | 2017 | 2018 | 2019 | 2020 | 2021 | 2022 |